# Гней Октавий (консул 128 года до н. э.)
Гней Окта́вий (лат. Gnaeus Octavius) — политический деятель Римской республики.
Происходил из плебейского рода Октавиев. Его отцом был консул 165 года до н. э. Гней Октавий. В 128 году до н. э. он избирается консулом вместе с Титом Аннием Луском Руфом. В дальнейшем, по всей видимости, выступал в качестве оратора в судах. Цицерон пишет, что Октавий в одном судебном процессе «в... долгой речи старался не допустить, чтобы противник проиграл дело, и собственной глупостью избавил его подзащитного от позорного и хлопотливого суда по делу об опеке»